# آي بوك
آي بوك (بالإنجليزية: iBook)‏ هو خط من أجهزة الكمبيوتر المحمولة صممته وصنعته وباعته شركة كمبيوتر أبل من عام 1999 إلى عام 2006. استهدفت هذه السلسلة أسواق المبتدئين والمستهلكين والتعليم، بمواصفات وأسعار أقل من باور بوك، خط أجهزة الكمبيوتر المحمولة الأعلى جودة من أبل. كان أول منتج للمستهلكين يوفر اتصال شبكة واي فاي، والذي أطلقت عليه أبل آنذاك اسم إيربورت.
كان لجهاز آي بوك ثلاثة تصميمات مختلفة خلال فترة حياته. الأول، المعروف باسم «صدفي»، مستوحى من تصميم خط آي ماك الشهير من أبل في ذلك الوقت. كان بمثابة انحراف كبير عن تصميمات أجهزة الكمبيوتر المحمولة السابقة بسبب شكله وألوانه الزاهية ودمج مقبض في الغلاف وعدم وجود مزلاج لإغلاق الشاشة وعدم وجود غطاء مفصلي فوق المنافذ الخارجية والشبكات اللاسلكية المدمجة. بعد عامين، تخلى الجيل الثاني عن عامل الشكل الأصلي لصالح تصميم مستطيل أكثر تقليدية. في أكتوبر 2003، تم تقديم الجيل الثالث، مضيفًا شريحة باور بي سي جي 4 يو إس بي 2.0 ومحرك تحميل الفتحات. كان تطبيق كتب أبل شائعة جدًا في التعليم، حيث كانت مدارس مقاطعة هنريكو العامة العامة أول من بين العديد من الأنظمة المدرسية في الولايات المتحدة التي وزعت جهازًا واحدًا لكل طالب.
قامت شركة أبل باستبدال خط آي بوك بماك بوك في مايو 2006 أثناء انتقال ماك إلى معالجات إنتل.

## آي بوك جي 3 («صدفي»)
في أواخر تسعينيات القرن العشرين، كانت شركة أبل تقص خط إنتاجها من العدد الكبير من طرازات بيرفورما وكوادرا وإل سي وباور ماكنتوش وباور بوك المتقاطعة إلى استراتيجية مبسطة «أربعة صناديق»: أجهزة كمبيوتر سطح المكتب والمحمولة، كل منها في طرازين استهلاكي واحترافي. كانت ثلاثة صناديق من هذه الاستراتيجية موجودة بالفعل: كان جهاز آي ماك الذي تم تقديمه حديثًا هو سطح المكتب الاستهلاكي، وشغل باور ماكنتوش جي 3 صندوق سطح المكتب الاحترافي، وكان خط باور بوك جي 3 بمثابة خط محمول احترافي. هذا لم يترك سوى مساحة الأجهزة المحمولة الاستهلاكية فارغة، مما أدى إلى الكثير من الشائعات على الإنترنت حول التصميمات والميزات المحتملة. لوضع حد لهذه التكهنات، في 21 يوليو 1999، كشف ستيف جوبز عن آي بوك جي 3 خلال العرض التقديمي الرئيسي لمؤتمر ومعرض ماكوورلد في نيويورك.
مثل آي ماك، كان آي بوك جي 3 مزودًا بمعالج باور بي سي جي 3، ولم يكن به أي واجهات أبل قديمة. كانت منافذ يو إس بي وإيثرنت والمودم ومحرك الأقراص الضوئية. تم ترك المنافذ مكشوفة على طول الجانب الأيسر، حيث كان يُعتقد أن الغطاء هش وغير ضروري مع واجهات آي بوك الجديدة، والتي كانت تفتقر إلى الدبابيس المكشوفة للموصلات السابقة. يتميز بتصميم صدفي، عندما يتم إغلاق الغطاء، تحافظ المفصلة على إغلاقه بإحكام، لذلك لم تكن هناك حاجة لمزلاج على الشاشة. تضمنت المفصلة مقبض حمل مدمج. سمحت موصلات الطاقة الإضافية على السطح السفلي بشحن أجهزة آي بوك جي 3 متعددة على رف مخصص. كان آي بوك جي 3 أول جهاز Mac يستخدم "هندسة اللوحة المنطقية الموحدة" الجديدة من أبل، والتي كثفت جميع ميزات الجهاز الأساسية في شريحتين، وأضافت دعم منفذ الرسوميات المسرع وألترا دي إم إيه.
كان آي بوك أول جهاز كمبيوتر رئيسي تم تصميمه وبيعه بشبكة لاسلكية متكاملة. عند تقديم آي بوك، حمل فيل شيلر، نائب رئيس التسويق في شركة أبل، جهاز آي بوك أثناء القفز من ارتفاع حيث تم نقل البيانات من الكمبيوتر إلى آخر من أجل إظهار قدرة الشبكات اللاسلكية. احتوى إطار الشاشة على هوائي لاسلكي متصل ببطاقة لاسلكية داخلية اختيارية. ساعدت شركة لوسنت للتكنولوجيا في إنشاء هذه القدرة اللاسلكية التي أسست معيار الصناعة. أصدرت أبل محطة إيربورت اللاسلكية الأساسية في نفس الوقت.
كان هناك نقاش حاد حول العديد من الأشياء مثل الجماليات والميزات والوزن والأداء والتسعير. لتوفير حماية كافية من الصدمات، كان آي بوك أكبر وأثقل من باور بوك في ذلك الوقت، ومع ذلك كان لديه مواصفات أقل. كانت الميزات القياسية مثل فتحات بطاقة الكمبيوتر غائبة، وبالتالي كانت الميزات المتوقعة مثل شاشات اللمس وعمر البطارية الطويل للغاية. حصل آي بوك على تسمية «مقعد مرحاض باربي»، بسبب التصميم المميز. ومع ذلك، فإن هذا التصميم نفسه جعل آي بوك جي 3 لا لبس فيه في الأفلام والبرامج التلفزيونية.
حقق جهاز آي بوك نجاحًا تجاريًا. واستمرت سلسلة أجهزة آي بوك في تلقي ترقيات للمعالج والذاكرة والقرص الصلب وألوان جديدة. وتمت إضافة منفذ فاير واير ومخرج الفيديو لاحقًا. وتم إيقاف التصميم في مايو 2001 لصالح أجهزة آي بوكس الجديدة «منفذ يو إس بي مزدوج».

### التصميم

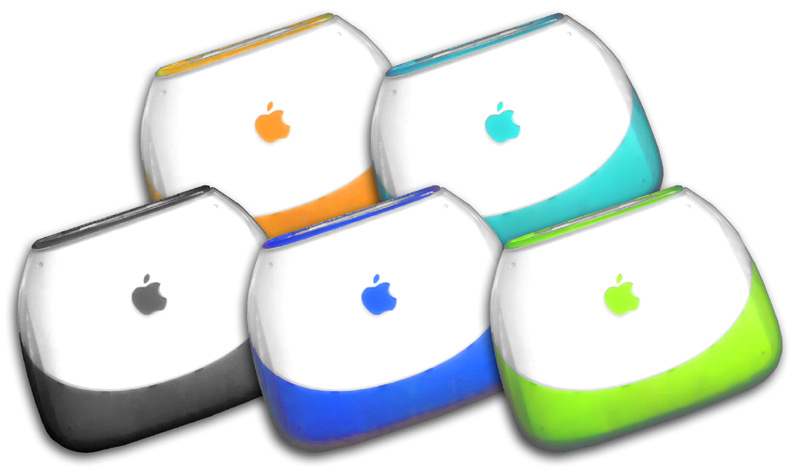
يتوفر آي بوك جي 3 (صدفي) بجميع الألوان الخمسة: «اليوسفي» و«التوتي» في الصف العلوي، و«الجرافيت» و«النيلي» و«الليموني الحامض» في الصف السفلي. كان اللون «الليموني الحامض» متوفرًا حصريًا في متجر متجر أبل الإلكتروني.

كان التصميم متأثرًا بشكل واضح بجهاز الكمبيوتر المكتبي الاستهلاكي من إنتاج شركة أبل، وهو جهاز آي ماك. في الواقع، كان أحد شعارات التسويق لجهاز آي بوك هو (بالإنجليزية: iMac to go)‏. كما كان تصميم الغطاء المحاري يعكس تصميم جهاز إي ميت 300. واصلت شركة أبل اتجاهها باستخدام البلاستيك الملون الشفاف للغطاء، وأصدرت سلسلة الغطاء المحاري لجهاز آي بوك بعدة ألوان، بدءًا من اللون الأزرق التوتي واليوسفي، ثم أضافت لاحقًا ألوان النيلي والجرافيت والليموني. ومع ذلك، على عكس جهاز آي ماك، لم يتميز جهاز آي بوك بخطوط رفيعة. أعلن ستيف جوبز أن لون الليموني، «أقل تحفظًا قليلاً، وأكثر مرحًا قليلاً»، كان حصريًا لمتجر أبل عبر الإنترنت. أدى هذا إلى صيحات استهجان من بعض أفراد الجمهور، ليرد جوبز: «ألا تحب الشراء من متجر أبل عبر الإنترنت؟»
بالمقارنة مع أجهزة الكمبيوتر المحمولة آي بوك وباور بوك اللاحقة، أثبت آي بوك صدفي أنه النموذج الأكثر موثوقية. يتم عرض آي بوك الأصلي في متحف لندن للتصميم ومعرض فنون جامعة يل للفنون. لا يزال من الممكن رؤية بقايا أفكار التصميم التي تم تبنيها لأول مرة في آي بوك جي 3 اليوم: نقل منافذ الواجهة من الخلف إلى الجانبين وتركها مكشوفة، وحذف مزلاج لغطاء الكمبيوتر، وتوفير خيارات ألوان متعددة.

### المواصفات الفنية
وفقًا لشركة أبل، كل هذه النماذج أصبحت قديمة.
الجيل الأول (صدفي)
| النموذج       | النموذج                | الأصل | الأصل | إس إي (إصدار خاص) | فاير واير | فاير واير إس إي |             |
| ------------- | ---------------------- | --- | --- | --- | --- | --- | ----------- |
| الجدول الزمني | الإصدار                | 21 يوليو 1999 | 16 فبراير 2000 | 16 فبراير 2000 | 13 سبتمبر 2000 | 13 سبتمبر 2000 |             |
| الجدول الزمني | تم إيقافه              | 16 فبراير 2000 | 13 سبتمبر 2000 | 13 سبتمبر 2000 | 1 مايو 2001 | 1 مايو 2001 | 1 مايو 2001 |
| الألوان       | الألوان                | توتي اليوسفي | توتي اليوسفي | الجرافيت | النيلي الليموني الرئيسي (حصريًا على متجر أبل ستور)                                                                                      | الجرافيت الليموني الرئيسي (حصريًا على متجر أبل ستور)                                                                                    |             |
| معلومات الطلب | رقم الطلب              | إم 7707 (توتي) أو إم 7619 (اليوسفي)                                                                                                   | إم 7717 (توتي) أو إم 7718 (اليوسفي)                                                                                                   | إم 7716 | إم 7721 (النيلي) أو إم 7722 (الليموني الرئيسي)                                                                                         | إم 7720 (الجرافيت) أو إم 8245 (الليموني الرئيسي)                                                                                       |             |
| معلومات الطلب | معرف النموذج           | باور بوك 2،1 | باور بوك 2،1 | باور بوك 2،1 | باور بوك 2،2 | باور بوك 2،2 |             |
| معلومات الطلب | رقم الموديل            | إم 2453 (إي إم سي 1847) | إم 2453 (إي إم سي 1847) | إم 2453 (إي إم سي 1847) | إم 6411 (إي إم سي غ/م) | إم 6411 (إي إم سي غ/م) |             |
| الأداء        | المعالج                | باور بي سي جي 3 (750) | باور بي سي جي 3 (750) | باور بي سي جي 3 (750) | باور بي سي جي 3 (750 سي إكس إي) | باور بي سي جي 3 (750 سي إكس إي) |             |
| الأداء        | معدل الساعة            | 300 ميجاهرتز | 300 ميجاهرتز | 366 ميجاهرتز | 366 ميجاهرتز | 466 ميجاهرتز |             |
| الأداء        | الذاكرة المخبئية       | 64 كي بي إل 1، 512 كي بي إل 2 ذاكرة التخزين المؤقت الخلفية (1:2)                                                                      | 64 كي بي إل 1، 512 كي بي إل 2 ذاكرة التخزين المؤقت الخلفية (1:2)                                                                      | 64 كي بي إل 1، 512 كي بي إل 2 ذاكرة التخزين المؤقت الخلفية (1:2)                                                                      | 64 كي بي إل 1، 256 الذاكرة المخبئية كي بي إل 2 (1:1)                                                                                   | 64 كي بي إل 1، 256 الذاكرة المخبئية كي بي إل 2 (1:1)                                                                                   |             |
| الأداء        | المسرى الأمامي         | 66 ميجاهرتز | 66 ميجاهرتز | 66 ميجاهرتز | 66 ميجاهرتز | 66 ميجاهرتز |             |
| الأداء        | الذاكرة                | 32 ميجاهرتز بي سي 66 ذاكرة الوصول العشوائية (ملحومة باللوحة الأم) قابلة للتوسعة إلى 544 ميجابايت (288 ميجابايت محددة من قبل شركة أبل) | 64 ميجاهرتز بي سي 66 ذاكرة الوصول العشوائية (ملحومة باللوحة الأم) قابلة للتوسعة إلى 576 ميجابايت (320 ميجابايت محددة من قبل شركة أبل) | 64 ميجاهرتز بي سي 66 ذاكرة الوصول العشوائية (ملحومة باللوحة الأم) قابلة للتوسعة إلى 576 ميجابايت (320 ميجابايت محددة من قبل شركة أبل) | 64 ميجاهرتز ذاكرة الوصول العشوائية بي سي 100 (ملحومة باللوحة الأم) قابلة للتوسعة إلى 576 ميجابايت (320 ميجابايت محددة من قبل شركة أبل) | 64 ميجاهرتز ذاكرة الوصول العشوائية بي سي 100 (ملحومة باللوحة الأم) قابلة للتوسعة إلى 576 ميجابايت (320 ميجابايت محددة من قبل شركة أبل) |             |
| الفيديو       | الشاشة                 | شاشة تي إف تي نشطة مقاس 12 بوصة، بدقة 800×600 بكسل                                                                                    | شاشة تي إف تي نشطة مقاس 12 بوصة، بدقة 800×600 بكسل                                                                                    | شاشة تي إف تي نشطة مقاس 12 بوصة، بدقة 800×600 بكسل                                                                                    | شاشة تي إف تي نشطة مقاس 12 بوصة، بدقة 800×600 بكسل                                                                                     | شاشة تي إف تي نشطة مقاس 12 بوصة، بدقة 800×600 بكسل                                                                                     |             |
| الفيديو       | الرسومات               | إيه تي آي راج مع 4 ميجاهرتز ذاكرة الوصول العشوائي الديناميكية                                                                         | إيه تي آي راج مع 4 ميجاهرتز ذاكرة الوصول العشوائي الديناميكية                                                                         | إيه تي آي راج مع 4 ميجاهرتز ذاكرة الوصول العشوائي الديناميكية                                                                         | إيه تي آي راج 128 مع 8 ميجاهرتز ذاكرة الوصول العشوائي الديناميكية                                                                      | إيه تي آي راج 128 مع 8 ميجاهرتز ذاكرة الوصول العشوائي الديناميكية                                                                      |             |
| الفيديو       | الرسومات               | منفذ الرسوميات المسرع 2x | | | | |             |
| التخزين       | القرص الصلب            | 3.2 جيجابايت أو 6 جيجابايت ATA | 6 جيجابايت ATA | 6 جيجابايت ATA | 10 جيجابايت ATA | 10 جيجابايت ATA |             |
| التخزين       | محرك بصري تحميل الفتحة | 24× سي دي-روم | 24× سي دي-روم | 24× سي دي-روم | 24× سي دي-روم | 4× دي في دي-روم |             |
| الاتصالات     | الاتصال                | 10/100 قاعدة تي إيثرنت مودم 56 كيلو بايت في.90 اختياري إيربورت 802.11 بي                                                              | 10/100 قاعدة تي إيثرنت مودم 56 كيلو بايت في.90 اختياري إيربورت 802.11 بي                                                              | 10/100 قاعدة تي إيثرنت مودم 56 كيلو بايت في.90 اختياري إيربورت 802.11 بي                                                              | 10/100 قاعدة تي إيثرنت مودم 56 كيلو بايت في.90 اختياري إيربورت 802.11 بي                                                               | 10/100 قاعدة تي إيثرنت مودم 56 كيلو بايت في.90 اختياري إيربورت 802.11 بي                                                               |             |
| الاتصالات     | الأجهزة الطرفية        | 1x يو إس بي 1.1 مقبس صغير لإخراج الصوت                                                                                                | 1x يو إس بي 1.1 مقبس صغير لإخراج الصوت                                                                                                | 1x يو إس بي 1.1 مقبس صغير لإخراج الصوت                                                                                                | 1x يو إس بي 1.1 مقبس صغير لإخراج الصوت 1x فاير واير 400                                                                                | 1x يو إس بي 1.1 مقبس صغير لإخراج الصوت 1x فاير واير 400                                                                                |             |
| الاتصالات     | مخرج الفيديو           | — | — | — | مخرج فيديو مركب | مخرج فيديو مركب |             |
| البطارية      | البطارية               | بطارية ليثيوم أيون قابلة للإزالة بقوة 45 واط في الساعة                                                                                | بطارية ليثيوم أيون قابلة للإزالة بقوة 45 واط في الساعة                                                                                | بطارية ليثيوم أيون قابلة للإزالة بقوة 45 واط في الساعة                                                                                | بطارية ليثيوم أيون قابلة للإزالة بقوة 45 واط في الساعة                                                                                 | بطارية ليثيوم أيون قابلة للإزالة بقوة 45 واط في الساعة                                                                                 |             |
| نظام التشغيل  | الأصل                  | ماك أو إس 8.6 | ماك أو إس 8.6 | ماك أو إس 9.0.2 | ماك أو إس 9.0.4 | ماك أو إس 9.0.4 |             |
| نظام التشغيل  | الحد الأقصى            | ماك أو إس إكس 10.3.9 «بانثر» و ماك أو إس 9.2.2 غير رسمي، يمكن تشغيل ماك أو إي 10.4.11 مع إكس بوست فاكتو.                              | ماك أو إس إكس 10.3.9 «بانثر» و ماك أو إس 9.2.2 غير رسمي، يمكن تشغيل ماك أو إي 10.4.11 مع إكس بوست فاكتو.                              | ماك أو إس إكس 10.3.9 «بانثر» و ماك أو إس 9.2.2 غير رسمي، يمكن تشغيل ماك أو إي 10.4.11 مع إكس بوست فاكتو.                              | نظام التشغيل ماك أو إس إكس 10.4.11 «تايجر» ونظام التشغيل ماك أو إس 9.2.2 مع جي 4 ترقية نظام التشغيل ماك أو إس إكس 10.5.8 «ليوبارد»     | نظام التشغيل ماك أو إس إكس 10.4.11 «تايجر» ونظام التشغيل ماك أو إس 9.2.2 مع جي 4 ترقية نظام التشغيل ماك أو إس إكس 10.5.8 «ليوبارد»     |             |
| الأبعاد       | الوزن                  | 6.7 رطل / 3.0 كغ | 6.7 رطل / 3.0 كغ | 6.7 رطل / 3.0 كغ | 6.7 رطل / 3.0 كغ | 6.7 رطل / 3.0 كغ |             |
| الأبعاد       | المقدار                | 1.8×13.5×11.6 in / 4.6 x 34.3 x 29.5 سم                                                                                               | 1.8×13.5×11.6 in / 4.6 x 34.3 x 29.5 سم                                                                                               | 1.8×13.5×11.6 in / 4.6 x 34.3 x 29.5 سم                                                                                               | 1.8×13.5×11.6 in / 4.6 x 34.3 x 29.5 سم                                                                                                | 1.8×13.5×11.6 in / 4.6 x 34.3 x 29.5 سم                                                                                                |             |

### إمكانية التوسعة والترقيات
كانت الأجزاء الوحيدة التي يمكن للعملاء صيانتها في جهاز آي بوك الأصلي هي ذاكرة الوصول العشوائي وبطاقة إيربورت، والتي يمكن الوصول إليها عبر فتحتين أسفل لوحة المفاتيح. لم يكن من الممكن إجراء أي تعديلات أخرى أثناء فترة الضمان. لم يكن هناك منفذ بطاقة الحاسوب الشخصي لإمكانيات التوسعة الإضافية. كان من الضروري إزالة 40 برغيًا للوصول إلى القرص الصلب. ومع ذلك، يمكن الوصول إلى محرك الأقراص الضوئية بسهولة أكبر بكثير، حيث يتطلب إزالة 11 برغيًا فقط وحامل واحد. في وقت لاحق، زرع بعض المستخدمين شاشة إل سي دي بدقة 1024×768 من جهاز آي بوك الأبيض الأحدث في جهاز آي بوك ذي الغطاء الصدفي. هذا ممكن فقط مع طرازي «فاير واير» و«فاير واير إس إي»، حيث يحتويان على 8 ميجا بايت من ذاكرة الوصول العشوائي للفيديو؛ تحتوي الطرازات الأقدم على 4 ميجا بايت فقط.
يتم شحن جميع أجهزة آي بوكس ذات الغطاء الواقي مع نظام التشغيل ماك أو إس 8.6 أو 9.0. وتدعم جميع أجهزة آي بوكس ذات الغطاء الواقي أنظمة التشغيل ماك أو إس إكس 10.0 حتى 10.3.9. ويمكن أيضًا تثبيت ماك أو إس إكس تيجر (نسخة 10.4).

## آي بوك جي 3 يو إس بي مزدوج («سنو»)
في الأول من مايو 2001، أطلقت شركة أبل الجيل التالي من جهاز آي بوك جي 3 في مؤتمر صحفي في كوبيرتينو، كاليفورنيا. وتم التخلي عن الألوان الجريئة السابقة وعامل الشكل الضخم، وكذلك المقبض والتصميم الخالي من المزلاج وموصلات الطاقة الإضافية على السطح السفلي.
كان جهاز آي بوك الناتج متوفرًا باللون الأبيض فقط، ومن هنا جاء اسم «سنو» وكان يحتوي على مادة البولي كربونات الشفافة في غلافه. كان أخف وزنًا بنسبة 30%، وكان يشغل أقل من نصف حجم الطراز الذي حل محله، وكان أصغر حجمًا في جميع الأبعاد الثلاثة. وعلى الرغم من ذلك، فقد أضاف منفذ يو إس بي إضافيًا وشاشة ذات دقة أعلى. ادعت شركة أبل أن التصميم المدمج لم يضحي بالمتانة، قائلة إنه "أكثر متانة مرتين" من الطراز السابق.
مع هذا التعديل، بدأت شركة أبل في التحول إلى أغلفة شفافة وبيضاء من البولي كربونات في معظم خطوط إنتاجها الاستهلاكية، مثل آي ماك وإي ماك [الإنجليزية]. وعلى النقيض من ذلك، استخدمت معظم منتجاتها الاحترافية طبقة من الألومنيوم المؤكسد. وبحلول نهاية فترة إنتاجها، أصبحت أغلفة سنو آي بوك جي 3 غير شفافة وبيضاء بدلاً من الأبيض الشفاف والمغنيسيوم.

### المواصفات الفنية
وفقًا لشركة أبل، كل هذه النماذج أصبحت قديمة.
الجيل الثاني (سنو)
| النموذج       | النموذج                | منتصف 2001                                                                                        | منتصف 2001                                                                                         | منتصف 2001                                                                                         | منتصف 2001                                                                                         | أواخر 2001                                                                                         | أواخر 2001                                                                                         | أواخر 2001                                                                                         | أوائل 2002 | منتصف 2002 | منتصف 2002 | منتصف 2002 | أواخر 2002 | أواخر 2002 | أواخر 2002 | أوائل 2003 | أوائل 2003 | أوائل 2003 |
| ------------- | ---------------------- | ------------------------------------------------------------------------------------------------- | -------------------------------------------------------------------------------------------------- | -------------------------------------------------------------------------------------------------- | -------------------------------------------------------------------------------------------------- | -------------------------------------------------------------------------------------------------- | -------------------------------------------------------------------------------------------------- | -------------------------------------------------------------------------------------------------- | --- | --- | --- | --- | --- | --- | --- | --- | --- | --- |
| الجدول الزمني | الإصدار                | 1 مايو 2001                                                                                       | 1 مايو 2001                                                                                        | 1 مايو 2001                                                                                        | 1 مايو 2001                                                                                        | 16 أكتوبر 2001                                                                                     | 16 أكتوبر 2001                                                                                     | 16 أكتوبر 2001                                                                                     | 7 يناير 2002 | 20 مايو 2002 | 20 مايو 2002 | 20 مايو 2002 | 6 نوفمبر 2002 | 6 نوفمبر 2002 | 6 نوفمبر 2002 | 22 أبريل 2003 | 22 أبريل 2003 | 22 أبريل 2003 |
| الجدول الزمني | تم إيقافه              | 16 أكتوبر 2001                                                                                    | 20 مايو 2002                                                                                       | 20 مايو 2002                                                                                       | 20 مايو 2002                                                                                       | 20 مايو 2002                                                                                       | 7 يناير 2002                                                                                       | 20 مايو 2002                                                                                       | 20 مايو 2002 | 6 نوفمبر 2002 | 6 نوفمبر 2002 | 6 نوفمبر 2002 | 22 أبريل 2003 | 22 أبريل 2003 | 22 أبريل 2003 | 22 أكتوبر 2003 | 22 أكتوبر 2003 | 22 أكتوبر 2003 |
| اللون         | اللون                  | أبيض شفاف                                                                                         | أبيض شفاف                                                                                          | أبيض شفاف                                                                                          | أبيض شفاف                                                                                          | أبيض شفاف                                                                                          | أبيض شفاف                                                                                          | أبيض شفاف                                                                                          | أبيض شفاف | أبيض شفاف | أبيض شفاف | أبيض شفاف | أبيض معتم | أبيض شفاف | أبيض شفاف | أبيض معتم | أبيض معتم | أبيض معتم |
| معلومات الطلب | معرف النموذج           | باور بوك 4،1                                                                                      | باور بوك 4،1                                                                                       | باور بوك 4،1                                                                                       | باور بوك 4،1                                                                                       | باور بوك 4،1                                                                                       | باور بوك 4،1                                                                                       | باور بوك 4،1                                                                                       | باور بوك 4،2 | باور بوك 4،3 | باور بوك 4،3 | باور بوك 4،3 | باور بوك 4،3 | باور بوك 4،3 | باور بوك 4،3 | باور بوك 4،3 | باور بوك 4،3 | باور بوك 4،3 |
| معلومات الطلب | رقم الموديل            | إم 6497 (إي إم سي 1875)                                                                           | إم 6497 (إي إم سي 1875)                                                                            | إم 6497 (إي إم سي 1875)                                                                            | إم 6497 (إي إم سي 1875)                                                                            | إم 6497 (إي إم سي 1875)                                                                            | إم 6497 (إي إم سي 1875)                                                                            | إم 6497 (إي إم سي 1875)                                                                            | إم 8413 | إيه 1005 (إي إم سي 1916) | إيه 1005 (إي إم سي 1916) | إيه 1007 (إي إم سي 1924) | إيه 1005 (إي إم سي 1916) | إيه 1005 (إي إم سي 1916) | إيه 1007 (إي إم سي 1924) | إيه 1005 (إي إم سي 1916 سي) | إيه 1005 (إي إم سي 1916 سي) | إيه 1007 (إي إم سي 1924) |
| معلومات الطلب | رقم الطلب              | إم 7698                                                                                           | إم 7692                                                                                            | إم 7699                                                                                            | إم 8520                                                                                            | إم 8597                                                                                            | إم 8598                                                                                            | إم 8599                                                                                            | إم 7701 | إم 8600 | إم 8602 | إم 8603 | إم 8860 | إم 8861 | إم 8862 | إم 8758 | إم 9018 | إم 9009 |
| الأداء        | المعالج                | باور بي سي جي 3 (750 سي إكس إي)                                                                   | باور بي سي جي 3 (750 سي إكس إي)                                                                    | باور بي سي جي 3 (750 سي إكس إي)                                                                    | باور بي سي جي 3 (750 سي إكس إي)                                                                    | باور بي سي جي 3 (750cx)                                                                            | باور بي سي جي 3 (750cx)                                                                            | باور بي سي جي 3 (750cx)                                                                            | باور بي سي جي 3 (745/755) | باور بي سي جي 3 (750 إف إكس) | باور بي سي جي 3 (750 إف إكس) | باور بي سي جي 3 (750 إف إكس) | باور بي سي جي 3 (750 إف إكس) | باور بي سي جي 3 (750 إف إكس) | باور بي سي جي 3 (750 إف إكس) | باور بي سي جي 3 (750 إف إكس) | باور بي سي جي 3 (750 إف إكس) | باور بي سي جي 3 (750 إف إكس) |
| الأداء        | معدل الساعة            | 500 ميجاهرتز                                                                                      | 500 ميجاهرتز                                                                                       | 500 ميجاهرتز                                                                                       | 500 ميجاهرتز                                                                                       | 500 ميجاهرتز                                                                                       | 600 ميجاهرتز                                                                                       | 600 ميجاهرتز                                                                                       | 600 ميجاهرتز | 600 ميجاهرتز | 700 ميجاهرتز | 700 ميجاهرتز | 700 ميجاهرتز | 800 ميجاهرتز | 800 ميجاهرتز | 800 ميجاهرتز | 900 ميجاهرتز | 900 ميجاهرتز |
| الأداء        | الذاكرة المخبئية       | 64 كي بي إل 1، 256 الذاكرة المخبئية كي بي إل 2 (1:1)                                              | 64 كي بي إل 1، 256 الذاكرة المخبئية كي بي إل 2 (1:1)                                               | 64 كي بي إل 1، 256 الذاكرة المخبئية كي بي إل 2 (1:1)                                               | 64 كي بي إل 1، 256 الذاكرة المخبئية كي بي إل 2 (1:1)                                               | 64 كي بي إل 1، 256 الذاكرة المخبئية كي بي إل 2 (1:1)                                               | 64 كي بي إل 1، 256 الذاكرة المخبئية كي بي إل 2 (1:1)                                               | 64 كي بي إل 1، 256 الذاكرة المخبئية كي بي إل 2 (1:1)                                               | 64 كي بي إل 1، 256 الذاكرة المخبئية كي بي إل 2 (1:1) | 64 كي بي إل 1، 512 الذاكرة المخبئية كي بي إل 2 (1:1) | 64 كي بي إل 1، 512 الذاكرة المخبئية كي بي إل 2 (1:1) | 64 كي بي إل 1، 512 الذاكرة المخبئية كي بي إل 2 (1:1) | 64 كي بي إل 1، 512 الذاكرة المخبئية كي بي إل 2 (1:1) | 64 كي بي إل 1، 512 الذاكرة المخبئية كي بي إل 2 (1:1) | 64 كي بي إل 1، 512 الذاكرة المخبئية كي بي إل 2 (1:1) | 64 كي بي إل 1، 512 الذاكرة المخبئية كي بي إل 2 (1:1) | 64 كي بي إل 1، 512 الذاكرة المخبئية كي بي إل 2 (1:1) | 64 كي بي إل 1، 512 الذاكرة المخبئية كي بي إل 2 (1:1) |
| الأداء        | المسرى الأمامي         | 66 ميجاهرتز                                                                                       | 66 ميجاهرتز                                                                                        | 66 ميجاهرتز                                                                                        | 66 ميجاهرتز                                                                                        | 66 ميجاهرتز                                                                                        | 100 ميجاهرتز                                                                                       | 100 ميجاهرتز                                                                                       | 100 ميجاهرتز | 100 ميجاهرتز | 100 ميجاهرتز | 100 ميجاهرتز | 100 ميجاهرتز | 100 ميجاهرتز | 100 ميجاهرتز | 100 ميجاهرتز | 100 ميجاهرتز | 100 ميجاهرتز |
| الأداء        | الذاكرة                | 64 ميجاهرتز ذاكرة الوصول العشوائية بي سي 100 (ملحومة باللوحة الأم) قابلة للتوسعة إلى 576 ميجابايت | 128 ميجاهرتز ذاكرة الوصول العشوائية بي سي 100 (ملحومة باللوحة الأم) قابلة للتوسعة إلى 640 ميجابايت | 128 ميجاهرتز ذاكرة الوصول العشوائية بي سي 100 (ملحومة باللوحة الأم) قابلة للتوسعة إلى 640 ميجابايت | 128 ميجاهرتز ذاكرة الوصول العشوائية بي سي 100 (ملحومة باللوحة الأم) قابلة للتوسعة إلى 640 ميجابايت | 128 ميجاهرتز ذاكرة الوصول العشوائية بي سي 100 (ملحومة باللوحة الأم) قابلة للتوسعة إلى 640 ميجابايت | 128 ميجاهرتز ذاكرة الوصول العشوائية بي سي 100 (ملحومة باللوحة الأم) قابلة للتوسعة إلى 640 ميجابايت | 128 ميجاهرتز ذاكرة الوصول العشوائية بي سي 100 (ملحومة باللوحة الأم) قابلة للتوسعة إلى 640 ميجابايت | 128 ميجاهرتز ذاكرة الوصول العشوائية بي سي 100 (ملحومة باللوحة الأم) (12") 256 ميجاهرتز ذاكرة الوصول العشوائية بي سي 100 (128 ميجابايت ملحومة باللوحة الأم) (14") قابلة للتوسعة إلى 640 ميجابايت | 128 ميجاهرتز ذاكرة الوصول العشوائية بي سي 100 (ملحومة باللوحة الأم) (12") 256 ميجاهرتز ذاكرة الوصول العشوائية بي سي 100 (128 ميجابايت ملحومة باللوحة الأم) (14") قابلة للتوسعة إلى 640 ميجابايت | 128 ميجاهرتز ذاكرة الوصول العشوائية بي سي 100 (ملحومة باللوحة الأم) (12") 256 ميجاهرتز ذاكرة الوصول العشوائية بي سي 100 (128 ميجابايت ملحومة باللوحة الأم) (14") قابلة للتوسعة إلى 640 ميجابايت | 128 ميجاهرتز ذاكرة الوصول العشوائية بي سي 100 (ملحومة باللوحة الأم) (12") 256 ميجاهرتز ذاكرة الوصول العشوائية بي سي 100 (128 ميجابايت ملحومة باللوحة الأم) (14") قابلة للتوسعة إلى 640 ميجابايت | 128 ميجاهرتز ذاكرة الوصول العشوائية بي سي 100 (ملحومة باللوحة الأم) (12") 256 ميجاهرتز ذاكرة الوصول العشوائية بي سي 100 (128 ميجابايت ملحومة باللوحة الأم) (14") قابلة للتوسعة إلى 640 ميجابايت | 128 ميجاهرتز ذاكرة الوصول العشوائية بي سي 100 (ملحومة باللوحة الأم) (12") 256 ميجاهرتز ذاكرة الوصول العشوائية بي سي 100 (128 ميجابايت ملحومة باللوحة الأم) (14") قابلة للتوسعة إلى 640 ميجابايت | 128 ميجاهرتز ذاكرة الوصول العشوائية بي سي 100 (ملحومة باللوحة الأم) (12") 256 ميجاهرتز ذاكرة الوصول العشوائية بي سي 100 (128 ميجابايت ملحومة باللوحة الأم) (14") قابلة للتوسعة إلى 640 ميجابايت | 128 ميجاهرتز ذاكرة الوصول العشوائية بي سي 100 (ملحومة باللوحة الأم) (12") 256 ميجاهرتز ذاكرة الوصول العشوائية بي سي 100 (128 ميجابايت ملحومة باللوحة الأم) (14") قابلة للتوسعة إلى 640 ميجابايت | 128 ميجاهرتز ذاكرة الوصول العشوائية بي سي 100 (ملحومة باللوحة الأم) (12") 256 ميجاهرتز ذاكرة الوصول العشوائية بي سي 100 (128 ميجابايت ملحومة باللوحة الأم) (14") قابلة للتوسعة إلى 640 ميجابايت | 128 ميجاهرتز ذاكرة الوصول العشوائية بي سي 100 (ملحومة باللوحة الأم) (12") 256 ميجاهرتز ذاكرة الوصول العشوائية بي سي 100 (128 ميجابايت ملحومة باللوحة الأم) (14") قابلة للتوسعة إلى 640 ميجابايت |
| الفيديو       | الشاشة                 | 12.1"                                                                                             | 12.1"                                                                                              | 12.1"                                                                                              | 12.1"                                                                                              | 12.1"                                                                                              | 12.1"                                                                                              | 12.1"                                                                                              | 12.1" | 12.1" | 12.1" | 14.1" | 12.1" | 12.1" | 14.1" | 12.1" | 12.1" | 14.1" |
| الفيديو       | الشاشة                 | شاشة عرض تي إف تي إكس جي إيه نشطة بدقة 1024×768 بكسل                                              | | | | | | | | | | | | | | | | |
| الفيديو       | الرسومات               | إيه تي آي راج 128 مع 8 ميجاهرتز ذاكرة الوصول العشوائي الديناميكية منفذ الرسوميات المسرع 2x        | إيه تي آي راج 128 مع 8 ميجاهرتز ذاكرة الوصول العشوائي الديناميكية منفذ الرسوميات المسرع 2x         | إيه تي آي راج 128 مع 8 ميجاهرتز ذاكرة الوصول العشوائي الديناميكية منفذ الرسوميات المسرع 2x         | إيه تي آي راج 128 مع 8 ميجاهرتز ذاكرة الوصول العشوائي الديناميكية منفذ الرسوميات المسرع 2x         | إيه تي آي راج 128 مع 8 ميجاهرتز ذاكرة الوصول العشوائي الديناميكية منفذ الرسوميات المسرع 2x         | إيه تي آي راج 128 مع 8 ميجاهرتز ذاكرة الوصول العشوائي الديناميكية منفذ الرسوميات المسرع 2x         | إيه تي آي راج 128 مع 8 ميجاهرتز ذاكرة الوصول العشوائي الديناميكية منفذ الرسوميات المسرع 2x         | إيه تي آي راج 128 مع 8 ميجاهرتز ذاكرة الوصول العشوائي الديناميكية منفذ الرسوميات المسرع 2x | إيه تي آي راديون مع 16 ميجاهرتز ذاكرة الوصول العشوائي الديناميكية منفذ الرسوميات المسرع 2x | إيه تي آي راديون مع 16 ميجاهرتز ذاكرة الوصول العشوائي الديناميكية منفذ الرسوميات المسرع 2x | إيه تي آي راديون مع 16 ميجاهرتز ذاكرة الوصول العشوائي الديناميكية منفذ الرسوميات المسرع 2x | إيه تي آي راديون 7500 مع 16 ميغابايت ذاكرة الوصول العشوائي الديناميكية منفذ الرسوميات المسرع 2x                                                                                                 | إيه تي آي راديون 7500 مع 32 ميجابايت ذاكرة الوصول العشوائي الديناميكية منفذ الرسوميات المسرع 2x                                                                                                 | إيه تي آي راديون 7500 مع 32 ميجابايت ذاكرة الوصول العشوائي الديناميكية منفذ الرسوميات المسرع 2x                                                                                                 | إيه تي آي راديون 7500 مع 32 ميجابايت ذاكرة الوصول العشوائي الديناميكية منفذ الرسوميات المسرع 2x                                                                                                 | إيه تي آي راديون 7500 مع 32 ميجابايت ذاكرة الوصول العشوائي الديناميكية منفذ الرسوميات المسرع 2x                                                                                                 | إيه تي آي راديون 7500 مع 32 ميجابايت ذاكرة الوصول العشوائي الديناميكية منفذ الرسوميات المسرع 2x                                                                                                 |
| التخزين       | القرص الصلب            | 10 جيجابايت 20 GB optional ألترا/إيه تي إيه                                                       | 10 جيجابايت 20 GB optional ألترا/إيه تي إيه                                                        | 10 جيجابايت 20 GB optional ألترا/إيه تي إيه                                                        | 10 جيجابايت 20 GB optional ألترا/إيه تي إيه                                                        | 15 جيجابايت أو 20 جيجابايت 30 جيجابايت اختياري ألترا/إيه تي إيه                                    | 15 جيجابايت 30 جيجابايت اختياري ألترا/إيه تي إيه                                                   | 20 جيجابايت 30 جيجابايت اختياري ألترا/إيه تي إيه                                                   | 20 جيجابايت ألترا/إيه تي إيه | 20 جيجابايت ألترا/إيه تي إيه | 20 جيجابايت ألترا/إيه تي إيه | 30 جيجابايت ألترا/إيه تي إيه | 20 جيجابايت ألترا/إيه تي إيه | 20 جيجابايت ألترا/إيه تي إيه | 30 جيجابايت ألترا/إيه تي إيه | 30 جيجابايت ألترا/إيه تي إيه | 40 جيجابايت ألترا/إيه تي إيه | 40 جيجابايت ألترا/إيه تي إيه |
| التخزين       | محرك بصري تحميل الفتحة | سي دي-روم                                                                                         | دي في دي-روم                                                                                       | سي دي-آر دبليو                                                                                     | محرك كومبو                                                                                         | سي دي-روم                                                                                          | دي في دي-روم                                                                                       | محرك كومبو                                                                                         | محرك كومبو | سي دي-روم | محرك كومبو | محرك كومبو | سي دي-روم | محرك كومبو | محرك كومبو | سي دي-روم | محرك كومبو | محرك كومبو |
| الاتصالات     | الاتصال                | 10/100 قاعدة تي إيثرنت مودم 56 كيلو بايت في.90 اختياري إيربورت 802.11 بي                          | 10/100 قاعدة تي إيثرنت مودم 56 كيلو بايت في.90 اختياري إيربورت 802.11 بي                           | 10/100 قاعدة تي إيثرنت مودم 56 كيلو بايت في.90 اختياري إيربورت 802.11 بي                           | 10/100 قاعدة تي إيثرنت مودم 56 كيلو بايت في.90 اختياري إيربورت 802.11 بي                           | 10/100 قاعدة تي إيثرنت مودم 56 كيلو بايت في.90 اختياري إيربورت 802.11 بي                           | 10/100 قاعدة تي إيثرنت مودم 56 كيلو بايت في.90 اختياري إيربورت 802.11 بي                           | 10/100 قاعدة تي إيثرنت مودم 56 كيلو بايت في.90 اختياري إيربورت 802.11 بي                           | 10/100 قاعدة تي إيثرنت مودم 56 كيلو بايت في.90 اختياري إيربورت 802.11 بي | 10/100 قاعدة تي إيثرنت مودم 56 كيلو بايت في.90 اختياري إيربورت 802.11 بي | 10/100 قاعدة تي إيثرنت مودم 56 كيلو بايت في.90 اختياري إيربورت 802.11 بي | 10/100 قاعدة تي إيثرنت مودم 56 كيلو بايت في.90 اختياري إيربورت 802.11 بي | 10/100 قاعدة تي إيثرنت مودم 56 كيلو بايت في.90 اختياري إيربورت 802.11 بي | 10/100 قاعدة تي إيثرنت مودم 56 كيلو بايت في.90 اختياري إيربورت 802.11 بي | 10/100 قاعدة تي إيثرنت مودم 56 كيلو بايت في.90 اختياري إيربورت 802.11 بي | 10/100 قاعدة تي إيثرنت مودم 56 كيلو بايت في.90 اختياري إيربورت 802.11 بي | 10/100 قاعدة تي إيثرنت مودم 56 كيلو بايت في.90 اختياري إيربورت 802.11 بي | 10/100 قاعدة تي إيثرنت مودم 56 كيلو بايت في.90 اختياري إيربورت 802.11 بي |
| الاتصالات     | الأجهزة الطرفية        | 2x يو إس بي 1.1 1x فاير واير 400 مقبس صغير لإخراج الصوت                                           | 2x يو إس بي 1.1 1x فاير واير 400 مقبس صغير لإخراج الصوت                                            | 2x يو إس بي 1.1 1x فاير واير 400 مقبس صغير لإخراج الصوت                                            | 2x يو إس بي 1.1 1x فاير واير 400 مقبس صغير لإخراج الصوت                                            | 2x يو إس بي 1.1 1x فاير واير 400 مقبس صغير لإخراج الصوت                                            | 2x يو إس بي 1.1 1x فاير واير 400 مقبس صغير لإخراج الصوت                                            | 2x يو إس بي 1.1 1x فاير واير 400 مقبس صغير لإخراج الصوت                                            | 2x يو إس بي 1.1 1x فاير واير 400 مقبس صغير لإخراج الصوت | 2x يو إس بي 1.1 1x فاير واير 400 مقبس صغير لإخراج الصوت | 2x يو إس بي 1.1 1x فاير واير 400 مقبس صغير لإخراج الصوت | 2x يو إس بي 1.1 1x فاير واير 400 مقبس صغير لإخراج الصوت | 2x يو إس بي 1.1 1x فاير واير 400 مقبس صغير لإخراج الصوت | 2x يو إس بي 1.1 1x فاير واير 400 مقبس صغير لإخراج الصوت | 2x يو إس بي 1.1 1x فاير واير 400 مقبس صغير لإخراج الصوت | 2x يو إس بي 1.1 1x فاير واير 400 مقبس صغير لإخراج الصوت | 2x يو إس بي 1.1 1x فاير واير 400 مقبس صغير لإخراج الصوت | 2x يو إس بي 1.1 1x فاير واير 400 مقبس صغير لإخراج الصوت |
| الاتصالات     | مخرج الفيديو           | مدخل إيه/ في (في جي إيه، فيديو مركب/صوت) عبر المحولات                                             | مدخل إيه/ في (في جي إيه، فيديو مركب/صوت) عبر المحولات                                              | مدخل إيه/ في (في جي إيه، فيديو مركب/صوت) عبر المحولات                                              | مدخل إيه/ في (في جي إيه، فيديو مركب/صوت) عبر المحولات                                              | مدخل إيه/ في (في جي إيه، فيديو مركب/صوت) عبر المحولات                                              | مدخل إيه/ في (في جي إيه، فيديو مركب/صوت) عبر المحولات                                              | مدخل إيه/ في (في جي إيه، فيديو مركب/صوت) عبر المحولات                                              | مدخل إيه/ في (في جي إيه، فيديو مركب/صوت) عبر المحولات | ميني-في جي ايه (في جي إيه، مركب وإس-فيديو) عبر المحولات | ميني-في جي ايه (في جي إيه، مركب وإس-فيديو) عبر المحولات | ميني-في جي ايه (في جي إيه، مركب وإس-فيديو) عبر المحولات | ميني-في جي ايه (في جي إيه، مركب وإس-فيديو) عبر المحولات | ميني-في جي ايه (في جي إيه، مركب وإس-فيديو) عبر المحولات | ميني-في جي ايه (في جي إيه، مركب وإس-فيديو) عبر المحولات | ميني-في جي ايه (في جي إيه، مركب وإس-فيديو) عبر المحولات | ميني-في جي ايه (في جي إيه، مركب وإس-فيديو) عبر المحولات | ميني-في جي ايه (في جي إيه، مركب وإس-فيديو) عبر المحولات |
| نظام التشغيل  | الأصل                  | ماك أو إس 9.1                                                                                     | ماك أو إس 9.1                                                                                      | ماك أو إس 9.1                                                                                      | ماك أو إس 9.1                                                                                      | ماك أو إس 9.2.1 / ماك أو إس إكس 10.1                                                               | ماك أو إس 9.2.1 / ماك أو إس إكس 10.1                                                               | ماك أو إس 9.2.1 / ماك أو إس إكس 10.1                                                               | ماك أو إس 9.2.1 / ماك أو إس إكس 10.1 | ماك أو إس 9.2.2 / ماك أو إس إكس 10.1.4 | ماك أو إس 9.2.2 / ماك أو إس إكس 10.1.4 | ماك أو إس 9.2.2 / ماك أو إس إكس 10.1.4 | ماك أو إس 9.2.2 / ماك أو إس إكس 10.1.5 | ماك أو إس 9.2.2 / ماك أو إس إكس 10.1.5 | ماك أو إس 9.2.2 / ماك أو إس إكس 10.1.5 | ماك أو إس 9.2.2 / ماك أو إس إكس 10.2.4 «جاكوار» | ماك أو إس 9.2.2 / ماك أو إس إكس 10.2.4 «جاكوار» | ماك أو إس 9.2.2 / ماك أو إس إكس 10.2.4 «جاكوار» |
| نظام التشغيل  | الحد الأقصى            | ماك أو إس إكس 10.4.11 «تايجر» وماك أو إس 9.2.2                                                    | ماك أو إس إكس 10.4.11 «تايجر» وماك أو إس 9.2.2                                                     | ماك أو إس إكس 10.4.11 «تايجر» وماك أو إس 9.2.2                                                     | ماك أو إس إكس 10.4.11 «تايجر» وماك أو إس 9.2.2                                                     | ماك أو إس إكس 10.4.11 «تايجر» وماك أو إس 9.2.2                                                     | ماك أو إس إكس 10.4.11 «تايجر» وماك أو إس 9.2.2                                                     | ماك أو إس إكس 10.4.11 «تايجر» وماك أو إس 9.2.2                                                     | ماك أو إس إكس 10.4.11 «تايجر» وماك أو إس 9.2.2 | ماك أو إس إكس 10.4.11 «تايجر» وماك أو إس 9.2.2 | ماك أو إس إكس 10.4.11 «تايجر» وماك أو إس 9.2.2 | ماك أو إس إكس 10.4.11 «تايجر» وماك أو إس 9.2.2 | ماك أو إس إكس 10.4.11 «تايجر» وماك أو إس 9.2.2 | ماك أو إس إكس 10.4.11 «تايجر» وماك أو إس 9.2.2 | ماك أو إس إكس 10.4.11 «تايجر» وماك أو إس 9.2.2 | ماك أو إس إكس 10.4.11 «تايجر» وماك أو إس 9.2.2 | ماك أو إس إكس 10.4.11 «تايجر» وماك أو إس 9.2.2 | ماك أو إس إكس 10.4.11 «تايجر» وماك أو إس 9.2.2 |
| الأبعاد       | الوزن                  | 4.9 رطل / 2.2 كغ                                                                                  | 4.9 رطل / 2.2 كغ                                                                                   | 4.9 رطل / 2.2 كغ                                                                                   | 4.9 رطل / 2.2 كغ                                                                                   | 4.9 رطل / 2.2 كغ                                                                                   | 4.9 رطل / 2.2 كغ                                                                                   | 4.9 رطل / 2.2 كغ                                                                                   | 5.9 رطل / 2.7 كغ | 4.9 رطل / 2.2 كغ (12") 5.9 رطل / 2.7 كغ (14") | 4.9 رطل / 2.2 كغ (12") 5.9 رطل / 2.7 كغ (14") | 4.9 رطل / 2.2 كغ (12") 5.9 رطل / 2.7 كغ (14") | 4.9 رطل / 2.2 كغ (12") 5.9 رطل / 2.7 كغ (14") | 4.9 رطل / 2.2 كغ (12") 5.9 رطل / 2.7 كغ (14") | 4.9 رطل / 2.2 كغ (12") 5.9 رطل / 2.7 كغ (14") | 4.9 رطل / 2.2 كغ (12") 5.9 رطل / 2.7 كغ (14") | 4.9 رطل / 2.2 كغ (12") 5.9 رطل / 2.7 كغ (14") | 4.9 رطل / 2.2 كغ (12") 5.9 رطل / 2.7 كغ (14") |
| الأبعاد       | المقدار                | 1.35 x 11.2 x 9.6 بوصة / 3.4 x 28.5 x 23.0 سم                                                     | 1.35 x 11.2 x 9.6 بوصة / 3.4 x 28.5 x 23.0 سم                                                      | 1.35 x 11.2 x 9.6 بوصة / 3.4 x 28.5 x 23.0 سم                                                      | 1.35 x 11.2 x 9.6 بوصة / 3.4 x 28.5 x 23.0 سم                                                      | 1.35 x 11.2 x 9.6 بوصة / 3.4 x 28.5 x 23.0 سم                                                      | 1.35 x 11.2 x 9.6 بوصة / 3.4 x 28.5 x 23.0 سم                                                      | 1.35 x 11.2 x 9.6 بوصة / 3.4 x 28.5 x 23.0 سم                                                      | 1.35 x 12.7 x 10.2 بوصة / 3.4 x 32.3 x 25.9 سم | 1.35 x 11.2 x 9.6 بوصة / 3.4 x 28.5 x 23.0 سم (12") 1.35 x 12.7 x 10.2 بوصة / 3.4 x 32.3 x 25.9 سم (14")                                                                                        | 1.35 x 11.2 x 9.6 بوصة / 3.4 x 28.5 x 23.0 سم (12") 1.35 x 12.7 x 10.2 بوصة / 3.4 x 32.3 x 25.9 سم (14")                                                                                        | 1.35 x 11.2 x 9.6 بوصة / 3.4 x 28.5 x 23.0 سم (12") 1.35 x 12.7 x 10.2 بوصة / 3.4 x 32.3 x 25.9 سم (14")                                                                                        | 1.35 x 11.2 x 9.6 بوصة / 3.4 x 28.5 x 23.0 سم (12") 1.35 x 12.7 x 10.2 بوصة / 3.4 x 32.3 x 25.9 سم (14")                                                                                        | 1.35 x 11.2 x 9.6 بوصة / 3.4 x 28.5 x 23.0 سم (12") 1.35 x 12.7 x 10.2 بوصة / 3.4 x 32.3 x 25.9 سم (14")                                                                                        | 1.35 x 11.2 x 9.6 بوصة / 3.4 x 28.5 x 23.0 سم (12") 1.35 x 12.7 x 10.2 بوصة / 3.4 x 32.3 x 25.9 سم (14")                                                                                        | 1.35 x 11.2 x 9.6 بوصة / 3.4 x 28.5 x 23.0 سم (12") 1.35 x 12.7 x 10.2 بوصة / 3.4 x 32.3 x 25.9 سم (14")                                                                                        | 1.35 x 11.2 x 9.6 بوصة / 3.4 x 28.5 x 23.0 سم (12") 1.35 x 12.7 x 10.2 بوصة / 3.4 x 32.3 x 25.9 سم (14")                                                                                        | 1.35 x 11.2 x 9.6 بوصة / 3.4 x 28.5 x 23.0 سم (12") 1.35 x 12.7 x 10.2 بوصة / 3.4 x 32.3 x 25.9 سم (14")                                                                                        |

## آي بوك 4 جي
أضافت شركة أبل شريحة باور بي سي جي 4 إلى تصميم آي بوك سنو في 23 أكتوبر 2003، مما أنهى أخيرًا استخدام أبل لشريحة باور بي سي جي 3. تم استبدال درج القرص بمحرك بصري يتم تحميله بفتحة. يتميز الكمبيوتر المحمول آي بوك جي 4 أيضًا بلمسة نهائية بيضاء غير شفافة ولوحة مفاتيح ومفصلة شاشة بلاستيكية. هذا أيضًا هو آخر كمبيوتر محمول آي بوك تم إصداره قبل أن تحل أجهزة ماك بوك محل خط آي بوك في عام 2006.

### المواصفات الفنية
وفقًا لشركة أبل، كل هذه النماذج أصبحت قديمة.
| النموذج       | النموذج                | أواخر 2003 | أواخر 2003 | أواخر 2003 | أوائل 2004 | أوائل 2004 | أوائل 2004 | أواخر 2004 | أواخر 2004 | أواخر 2004 | منتصف 2005 | منتصف 2005 |
| ------------- | ---------------------- | --- | --- | --- | --- | --- | --- | --- | --- | --- | --- | --- |
| الجدول الزمني | الإصدار                | 22 أكتوبر 2003 | 22 أكتوبر 2003 | 22 أكتوبر 2003 | 19 أبريل 2004 | 19 أبريل 2004 | 19 أبريل 2004 | 19 أكتوبر 2004 | 19 أكتوبر 2004 | 19 أكتوبر 2004 | 26 يوليو 2005 | 26 يوليو 2005 |
| الجدول الزمني | تم إيقافه              | 19 أبريل 2004 | 19 أبريل 2004 | 19 أبريل 2004 | 19 أكتوبر 2004 | 19 أكتوبر 2004 | 19 أكتوبر 2004 | 26 يوليو 2005 | 26 يوليو 2005 | 26 يوليو 2005 | 16 مايو 2006 | 16 مايو 2006 |
| اللون         | اللون                  | أبيض معتم | أبيض معتم | أبيض معتم | أبيض معتم | أبيض معتم | أبيض معتم | أبيض معتم | أبيض معتم | أبيض معتم | أبيض معتم | أبيض معتم |
| معلومات الطلب | رقم الطلب              | إم 9164 | إم 9388 | إم 9165 | إم 9426 | إم 9418 | إم 9419 | إم 9623 | إم 9627 | إم 9628 | إم 9846 | إم 9848 |
| معلومات الطلب | معرف النموذج           | باور بوك 6،3 | باور بوك 6،3 | باور بوك 6،3 | باور بوك 6،5 | باور بوك 6،5 | باور بوك 6،5 | باور بوك 6،5 | باور بوك 6،5 | باور بوك 6،5 | باور بوك 6،7 | باور بوك 6،7 |
| معلومات الطلب | رقم الموديل            | إيه 1054 | إيه 1055 | إيه 1055 | إيه 1054 | إيه 1055 | إيه 1055 | إيه 1054 | إيه 1055 | إيه 1055 | إيه 1133 | إيه 1134 |
| الأداء        | المعالج                | باور بي سي جي 4 (7457) | باور بي سي جي 4 (7457) | باور بي سي جي 4 (7457) | باور بي سي جي 4 (7447A)                                                                                                   | باور بي سي جي 4 (7447A)                                                                                                   | باور بي سي جي 4 (7447A)                                                                                                   | باور بي سي جي 4 (7447A)                                                                                                   | باور بي سي جي 4 (7447A)                                                                                                   | باور بي سي جي 4 (7447A)                                                                                                   | باور بي سي جي 4 (7447A) | باور بي سي جي 4 (7447A) |
| الأداء        | معدل الساعة            | 800 ميجاهرتز | 933 ميجاهرتز | 1 جيغاهرتز | 1.07 جيغاهرتز | 1.07 جيغاهرتز | 1.2 جيغاهرتز | 1.2 جيغاهرتز | 1.33 جيغاهرتز | 1.33 جيغاهرتز | 1.33 جيغاهرتز | 1.42 جيغاهرتز |
| الأداء        | الذاكرة المخبئية       | 64 كي بي إل 1، 256 الذاكرة المخبئية كي بي إل 2 (1:1)                                                                          | 64 كي بي إل 1، 256 الذاكرة المخبئية كي بي إل 2 (1:1)                                                                          | 64 كي بي إل 1، 256 الذاكرة المخبئية كي بي إل 2 (1:1)                                                                          | 64 كي بي إل 1، 512 الذاكرة المخبئية كي بي إل 2 (1:1)                                                                      | 64 كي بي إل 1، 512 الذاكرة المخبئية كي بي إل 2 (1:1)                                                                      | 64 كي بي إل 1، 512 الذاكرة المخبئية كي بي إل 2 (1:1)                                                                      | 64 كي بي إل 1، 512 الذاكرة المخبئية كي بي إل 2 (1:1)                                                                      | 64 كي بي إل 1، 512 الذاكرة المخبئية كي بي إل 2 (1:1)                                                                      | 64 كي بي إل 1، 512 الذاكرة المخبئية كي بي إل 2 (1:1)                                                                      | 64 كي بي إل 1، 512 الذاكرة المخبئية كي بي إل 2 (1:1)                                                                                | 64 كي بي إل 1، 512 الذاكرة المخبئية كي بي إل 2 (1:1)                                                                                |
| الأداء        | المسرى الأمامي         | 133 ميجاهرتز | 133 ميجاهرتز | 133 ميجاهرتز | 133 ميجاهرتز | 133 ميجاهرتز | 133 ميجاهرتز | 133 ميجاهرتز | 133 ميجاهرتز | 133 ميجاهرتز | 133 ميجاهرتز | 142 ميجاهرتز |
| الأداء        | الذاكرة                | 256 ميجاهرتز 266 ميجاهرتز ذاكرة الوصول العشوائي بي سي 2100 دي دي آر (128 ملحوم باللوحة الأم) قابلة للتوسعة إلى 1.128 جيجابايت | 256 ميجاهرتز 266 ميجاهرتز ذاكرة الوصول العشوائي بي سي 2100 دي دي آر (128 ملحوم باللوحة الأم) قابلة للتوسعة إلى 1.128 جيجابايت | 256 ميجاهرتز 266 ميجاهرتز ذاكرة الوصول العشوائي بي سي 2100 دي دي آر (128 ملحوم باللوحة الأم) قابلة للتوسعة إلى 1.128 جيجابايت | 256 ميجاهرتز 266 ميجاهرتز ذاكرة الوصول العشوائي بي سي 2100 دي دي آر (ملحوم باللوحة الأم) قابلة للتوسعة إلى 1.256 جيجابايت | 256 ميجاهرتز 266 ميجاهرتز ذاكرة الوصول العشوائي بي سي 2100 دي دي آر (ملحوم باللوحة الأم) قابلة للتوسعة إلى 1.256 جيجابايت | 256 ميجاهرتز 266 ميجاهرتز ذاكرة الوصول العشوائي بي سي 2100 دي دي آر (ملحوم باللوحة الأم) قابلة للتوسعة إلى 1.256 جيجابايت | 256 ميجاهرتز 266 ميجاهرتز ذاكرة الوصول العشوائي بي سي 2100 دي دي آر (ملحوم باللوحة الأم) قابلة للتوسعة إلى 1.256 جيجابايت | 256 ميجاهرتز 266 ميجاهرتز ذاكرة الوصول العشوائي بي سي 2100 دي دي آر (ملحوم باللوحة الأم) قابلة للتوسعة إلى 1.256 جيجابايت | 256 ميجاهرتز 266 ميجاهرتز ذاكرة الوصول العشوائي بي سي 2100 دي دي آر (ملحوم باللوحة الأم) قابلة للتوسعة إلى 1.256 جيجابايت | 512 ميجاهرتز 333 ميجاهرتز بي سي 2700 دي دي آر ذاكرة الوصول العشوائي الديناميكية (ملحوم باللوحة الأم) قابلة للتوسعة إلى 1.5 جيجابايت | 512 ميجاهرتز 333 ميجاهرتز بي سي 2700 دي دي آر ذاكرة الوصول العشوائي الديناميكية (ملحوم باللوحة الأم) قابلة للتوسعة إلى 1.5 جيجابايت |
| الفيديو       | الشاشة                 | 12.1" | 14.1" | 14.1" | 12.1" | 14.1" | 14.1" | 12.1" | 14.1" | 14.1" | 12.1" | 14.1" |
| الفيديو       | الشاشة                 | شاشة عرض تي إف تي إكس جي إيه نشطة بدقة 1024×768 بكسل                                                                          | | | | | | | | | | |
| الفيديو       | الرسومات               | بطاقة إيه تي آي راديون 9200 مع 32 ميجابايت من ذاكرة ذاكرة الوصول العشوائي الديناميكية                                         | بطاقة إيه تي آي راديون 9200 مع 32 ميجابايت من ذاكرة ذاكرة الوصول العشوائي الديناميكية                                         | بطاقة إيه تي آي راديون 9200 مع 32 ميجابايت من ذاكرة ذاكرة الوصول العشوائي الديناميكية                                         | بطاقة إيه تي آي راديون 9200 مع 32 ميجابايت من ذاكرة ذاكرة الوصول العشوائي الديناميكية                                     | بطاقة إيه تي آي راديون 9200 مع 32 ميجابايت من ذاكرة ذاكرة الوصول العشوائي الديناميكية                                     | بطاقة إيه تي آي راديون 9200 مع 32 ميجابايت من ذاكرة ذاكرة الوصول العشوائي الديناميكية                                     | بطاقة إيه تي آي راديون 9200 مع 32 ميجابايت من ذاكرة ذاكرة الوصول العشوائي الديناميكية                                     | بطاقة إيه تي آي راديون 9200 مع 32 ميجابايت من ذاكرة ذاكرة الوصول العشوائي الديناميكية                                     | بطاقة إيه تي آي راديون 9200 مع 32 ميجابايت من ذاكرة ذاكرة الوصول العشوائي الديناميكية                                     | بطاقة إيه تي آي راديون 9550 مع 32 ميجابايت من ذاكرة الوصول العشوائي الديناميكية                                                     | بطاقة إيه تي آي راديون 9550 مع 32 ميجابايت من ذاكرة الوصول العشوائي الديناميكية                                                     |
| الفيديو       | الرسومات               | منفذ الرسوميات المسرع 4x | | | | | | | | | | |
| التخزين       | القرص الصلب            | 30 جيجابايت 4200-دورة في الدقيقة ألترا/إيه تي إيه 100                                                                         | 40 جيجابايت 4200-دورة في الدقيقة ألترا/إيه تي إيه 100                                                                         | 60 جيجابايت 4200-دورة في الدقيقة ألترا/إيه تي إيه 100                                                                         | 30 جيجابايت 4200-دورة في الدقيقة ألترا/إيه تي إيه 100                                                                     | 40 جيجابايت 4200-دورة في الدقيقة ألترا/إيه تي إيه 100                                                                     | 60 جيجابايت 4200-دورة في الدقيقة ألترا/إيه تي إيه 100                                                                     | 30 جيجابايت 4200-دورة في الدقيقة ألترا/إيه تي إيه 100                                                                     | 60 جيجابايت 4200-دورة في الدقيقة ألترا/إيه تي إيه 100                                                                     | 60 جيجابايت 4200-دورة في الدقيقة ألترا/إيه تي إيه 100                                                                     | 40 جيجابايت 4200-دورة في الدقيقة ألترا/إيه تي إيه 100                                                                               | 60 جيجابايت 4200-دورة في الدقيقة ألترا/إيه تي إيه 100                                                                               |
| التخزين       | محرك بصري تحميل الفتحة | دي في دي-روم/سي دي-آر دبليو محرك كومبو                                                                                        | دي في دي-روم/سي دي-آر دبليو محرك كومبو                                                                                        | دي في دي-روم/سي دي-آر دبليو محرك كومبو                                                                                        | دي في دي-روم/سي دي-آر دبليو محرك كومبو محرك أقراص دي في دي±آر دبليو درايف سوبر اختياري                                    | دي في دي-روم/سي دي-آر دبليو محرك كومبو محرك أقراص دي في دي±آر دبليو درايف سوبر اختياري                                    | دي في دي-روم/سي دي-آر دبليو محرك كومبو محرك أقراص دي في دي±آر دبليو درايف سوبر اختياري                                    | دي في دي-روم/سي دي-آر دبليو محرك كومبو محرك أقراص دي في دي±آر دبليو درايف سوبر اختياري                                    | دي في دي-روم/سي دي-آر دبليو محرك كومبو محرك أقراص دي في دي±آر دبليو درايف سوبر اختياري                                    | دي في دي-آر دبليو سوبر درايف                                                                                              | دي في دي-روم/سي دي-آر دبليو محرك كومبو محرك أقراص دي في دي±آر دبليو درايف سوبر اختياري                                              | دي في دي-آر دبليو سوبر درايف |
| الاتصالات     | الاتصال                | 10/100قاعدة تي إيثرنت 56 كي في.92 مودم إيربورت إكستريم 802.11 ب/ج اختياري بلوتوث اختياري 1.1                                  | 10/100قاعدة تي إيثرنت 56 كي في.92 مودم إيربورت إكستريم 802.11 ب/ج اختياري بلوتوث اختياري 1.1                                  | 10/100قاعدة تي إيثرنت 56 كي في.92 مودم إيربورت إكستريم 802.11 ب/ج اختياري بلوتوث اختياري 1.1                                  | 10/100قاعدة تي إيثرنت 56 كي في.92 مودم إيربورت إكستريم 802.11 ب/ج اختياري بلوتوث اختياري 1.1                              | 10/100قاعدة تي إيثرنت 56 كي في.92 مودم إيربورت إكستريم 802.11 ب/ج اختياري بلوتوث اختياري 1.1                              | 10/100قاعدة تي إيثرنت 56 كي في.92 مودم إيربورت إكستريم 802.11 ب/ج اختياري بلوتوث اختياري 1.1                              | 10/100قاعدة تي إيثرنت 56 كي في.92 مودم نظام إيربورت إكستريم المتكامل 802.11 ب/ج بلوتوث اختياري 1.1                        | 10/100قاعدة تي إيثرنت 56 كي في.92 مودم نظام إيربورت إكستريم المتكامل 802.11 ب/ج بلوتوث اختياري 1.1                        | 10/100قاعدة تي إيثرنت 56 كي في.92 مودم نظام إيربورت إكستريم المتكامل 802.11 ب/ج بلوتوث اختياري 1.1                        | 10/100قاعدة تي إيثرنت 56 كي في.92 مودم نظام إيربورت إكستريم المتكامل 802.11 ب/ج بلوتوث 2.0+إي دي آر مدمج                            | 10/100قاعدة تي إيثرنت 56 كي في.92 مودم نظام إيربورت إكستريم المتكامل 802.11 ب/ج بلوتوث 2.0+إي دي آر مدمج                            |
| الاتصالات     | الأجهزة الطرفية        | 2x يو إس بي 2.0 1x فاير واير 400 مقبس صغير لإخراج الصوت                                                                       | 2x يو إس بي 2.0 1x فاير واير 400 مقبس صغير لإخراج الصوت                                                                       | 2x يو إس بي 2.0 1x فاير واير 400 مقبس صغير لإخراج الصوت                                                                       | 2x يو إس بي 2.0 1x فاير واير 400 مقبس صغير لإخراج الصوت                                                                   | 2x يو إس بي 2.0 1x فاير واير 400 مقبس صغير لإخراج الصوت                                                                   | 2x يو إس بي 2.0 1x فاير واير 400 مقبس صغير لإخراج الصوت                                                                   | 2x يو إس بي 2.0 1x فاير واير 400 مقبس صغير لإخراج الصوت                                                                   | 2x يو إس بي 2.0 1x فاير واير 400 مقبس صغير لإخراج الصوت                                                                   | 2x يو إس بي 2.0 1x فاير واير 400 مقبس صغير لإخراج الصوت                                                                   | 2x يو إس بي 2.0 1x فاير واير 400 مقبس صغير لإخراج الصوت                                                                             | 2x يو إس بي 2.0 1x فاير واير 400 مقبس صغير لإخراج الصوت                                                                             |
| الاتصالات     | مخرج الفيديو           | ميني-في جي ايه (في جي إيه، مركب وإس-فيديو) عبر المحولات                                                                       | ميني-في جي ايه (في جي إيه، مركب وإس-فيديو) عبر المحولات                                                                       | ميني-في جي ايه (في جي إيه، مركب وإس-فيديو) عبر المحولات                                                                       | ميني-في جي ايه (في جي إيه، مركب وإس-فيديو) عبر المحولات                                                                   | ميني-في جي ايه (في جي إيه، مركب وإس-فيديو) عبر المحولات                                                                   | ميني-في جي ايه (في جي إيه، مركب وإس-فيديو) عبر المحولات                                                                   | ميني-في جي ايه (في جي إيه، مركب وإس-فيديو) عبر المحولات                                                                   | ميني-في جي ايه (في جي إيه، مركب وإس-فيديو) عبر المحولات                                                                   | ميني-في جي ايه (في جي إيه، مركب وإس-فيديو) عبر المحولات                                                                   | ميني-في جي ايه (في جي إيه، مركب وإس-فيديو) عبر المحولات                                                                             | ميني-في جي ايه (في جي إيه، مركب وإس-فيديو) عبر المحولات                                                                             |
| نظام التشغيل  | الأصل                  | ماك أو إس إكس 10.3 «بانثر» | ماك أو إس إكس 10.3 «بانثر» | ماك أو إس إكس 10.3 «بانثر» | ماك أو إس إكس 10.3 «بانثر»                                                                                                | ماك أو إس إكس 10.3 «بانثر»                                                                                                | ماك أو إس إكس 10.3 «بانثر»                                                                                                | ماك أو إس إكس 10.3 «بانثر»                                                                                                | ماك أو إس إكس 10.3 «بانثر»                                                                                                | ماك أو إس إكس 10.3 «بانثر»                                                                                                | ماك أو إس إكس 10.4 «تايجر» | ماك أو إس إكس 10.4 «تايجر» |
| نظام التشغيل  | الحد الأقصى            | ماك أو إس إكس 10.4.11 «تايجر» Unofficially can run Mac OS X 10.5 "Leopard" with a RAM upgrade                                 | ماك أو إس إكس 10.5.8 «ليوبارد» إذا تم تثبيت أقل من 512 ميجابايت من ذاكرة الوصول العشوائي (RAM)، فسيتم تثبيت 10.4.11 فقط       | ماك أو إس إكس 10.5.8 «ليوبارد» إذا تم تثبيت أقل من 512 ميجابايت من ذاكرة الوصول العشوائي (RAM)، فسيتم تثبيت 10.4.11 فقط       | ماك أو إس إكس 10.5.8 «ليوبارد» إذا تم تثبيت أقل من 512 ميجابايت من ذاكرة الوصول العشوائي (RAM)، فسيتم تثبيت 10.4.11 فقط   | ماك أو إس إكس 10.5.8 «ليوبارد» إذا تم تثبيت أقل من 512 ميجابايت من ذاكرة الوصول العشوائي (RAM)، فسيتم تثبيت 10.4.11 فقط   | ماك أو إس إكس 10.5.8 «ليوبارد» إذا تم تثبيت أقل من 512 ميجابايت من ذاكرة الوصول العشوائي (RAM)، فسيتم تثبيت 10.4.11 فقط   | ماك أو إس إكس 10.5.8 «ليوبارد» إذا تم تثبيت أقل من 512 ميجابايت من ذاكرة الوصول العشوائي (RAM)، فسيتم تثبيت 10.4.11 فقط   | ماك أو إس إكس 10.5.8 «ليوبارد» إذا تم تثبيت أقل من 512 ميجابايت من ذاكرة الوصول العشوائي (RAM)، فسيتم تثبيت 10.4.11 فقط   | ماك أو إس إكس 10.5.8 «ليوبارد» إذا تم تثبيت أقل من 512 ميجابايت من ذاكرة الوصول العشوائي (RAM)، فسيتم تثبيت 10.4.11 فقط   | ماك أو إس إكس 10.5.8 «ليوبارد» | ماك أو إس إكس 10.5.8 «ليوبارد» |
| الأبعاد       | الوزن                  | 4.9 رطل / 2.2 كغ | 5.9 رطل / 2.7 كغ | 5.9 رطل / 2.7 كغ | 4.9 رطل / 2.2 كغ | 5.9 رطل / 2.7 كغ | 5.9 رطل / 2.7 كغ | 4.9 رطل / 2.2 كغ | 5.9 رطل / 2.7 كغ | 5.9 رطل / 2.7 كغ | 4.9 رطل / 2.2 كغ | 5.9 رطل / 2.7 كغ |
| الأبعاد       | المقدار                | 1.35 x 11.2 x 9.1 بوصة / 3.4 x 28.4 x 23.1 سم                                                                                 | 1.35 x 12.7 x 10.2 بوصة / 3.4 x 32.3 x 25.9 سم                                                                                | 1.35 x 12.7 x 10.2 بوصة / 3.4 x 32.3 x 25.9 سم                                                                                | 1.35 x 11.2 x 9.1 بوصة / 3.4 x 28.4 x 23.1 سم                                                                             | 1.35 x 12.7 x 10.2 بوصة / 3.4 x 32.3 x 25.9 سم                                                                            | 1.35 x 12.7 x 10.2 بوصة / 3.4 x 32.3 x 25.9 سم                                                                            | 1.35 x 11.2 x 9.1 بوصة / 3.4 x 28.4 x 23.1 سم                                                                             | 1.35 x 12.7 x 10.2 بوصة / 3.4 x 32.3 x 25.9 سم                                                                            | 1.35 x 12.7 x 10.2 بوصة / 3.4 x 32.3 x 25.9 سم                                                                            | 1.35 x 11.2 x 9.1 بوصة / 3.4 x 28.4 x 23.1 سم                                                                                       | 1.35 x 12.7 x 10.2 بوصة / 3.4 x 32.3 x 25.9 سم                                                                                      |

## أنظمة التشغيل المدعومة
| إصدارات ماك أو إس المدعومة | إصدارات ماك أو إس المدعومة | إصدارات ماك أو إس المدعومة | إصدارات ماك أو إس المدعومة | إصدارات ماك أو إس المدعومة | إصدارات ماك أو إس المدعومة | إصدارات ماك أو إس المدعومة | إصدارات ماك أو إس المدعومة | إصدارات ماك أو إس المدعومة | إصدارات ماك أو إس المدعومة | إصدارات ماك أو إس المدعومة                | إصدارات ماك أو إس المدعومة            | إصدارات ماك أو إس المدعومة            | إصدارات ماك أو إس المدعومة |
| إصدار نظام التشغيل         | آي بوك جي 3 (صدفي)         | آي بوك جي 3 (صدفي)         | آي بوك جي 3 (صدفي)         | آي بوك جي 3 (سنو)          | آي بوك جي 3 (سنو)          | آي بوك جي 3 (سنو)          | آي بوك جي 3 (سنو)          | آي بوك جي 3 (سنو)          | آي بوك جي 3 (سنو)          | آي بوك جي 4 (سنو)                         | آي بوك جي 4 (سنو)                     | آي بوك جي 4 (سنو)                     | آي بوك جي 4 (سنو)          |
| إصدار نظام التشغيل         | منتصف 1999                 | أوائل 2000                 | Late 2000                  | منتصف 2001                 | أواخر 2001                 | أوائل 2002                 | منتصف 2002                 | أواخر 2002                 | أوائل 2003                 | أواخر 2003                                | أوائل 2004                            | أواخر 2004                            | منتصف 2005                 |
| -------------------------- | -------------------------- | -------------------------- | -------------------------- | -------------------------- | -------------------------- | -------------------------- | -------------------------- | -------------------------- | -------------------------- | ----------------------------------------- | ------------------------------------- | ------------------------------------- | -------------------------- |
| ماك أو إس 8                | 8.6                        | No                         | No                         | No                         | No                         | No                         | No                         | No                         | No                         | No                                        | No                                    | No                                    | No                         |
| ماك أو إس 9                | 9.0                        | 9.0.2                      | 9.0.4                      | 9.1                        | 9.2.1                      | 9.2.1                      | 9.2.2                      | 9.2.2                      | 9.2.2                      | محاكاة فقط                                | محاكاة فقط                            | محاكاة فقط                            | محاكاة فقط                 |
| الفهد 10.0                 | Yes                        | Yes                        | Yes                        | Yes                        | No                         | No                         | No                         | No                         | No                         | No                                        | No                                    | No                                    | No                         |
| بوما 10.1                  | Yes                        | Yes                        | Yes                        | Yes                        | Yes                        | 10.1.2                     | 10.1.4                     | No                         | No                         | No                                        | No                                    | No                                    | No                         |
| جاكوار 10.2                | Yes                        | Yes                        | Yes                        | Yes                        | Yes                        | Yes                        | Yes                        | 10.2.1                     | 10.2.4                     | No                                        | No                                    | No                                    | No                         |
| بانثر 10.3                 | Yes                        | Yes                        | Yes                        | Yes                        | Yes                        | Yes                        | Yes                        | Yes                        | Yes                        | Yes                                       | 10.3.3                                | 10.3.5                                | No                         |
| تايجر 10.4                 | Yes                        | Yes                        | Yes                        | Yes                        | Yes                        | Yes                        | Yes                        | Yes                        | Yes                        | Yes                                       | Yes                                   | Yes                                   | 10.4.2                     |
| ليوبارد 10.5               | No                         | No                         | No                         | No                         | No                         | No                         | No                         | No                         | No                         | التصحيح يتطلب ترقية ذاكرة الوصول العشوائي | مع ذاكرة وصول عشوائي سعة 512 ميجابايت | مع ذاكرة وصول عشوائي سعة 512 ميجابايت | Yes                        |

## إمكانية التوسعة والترقيات

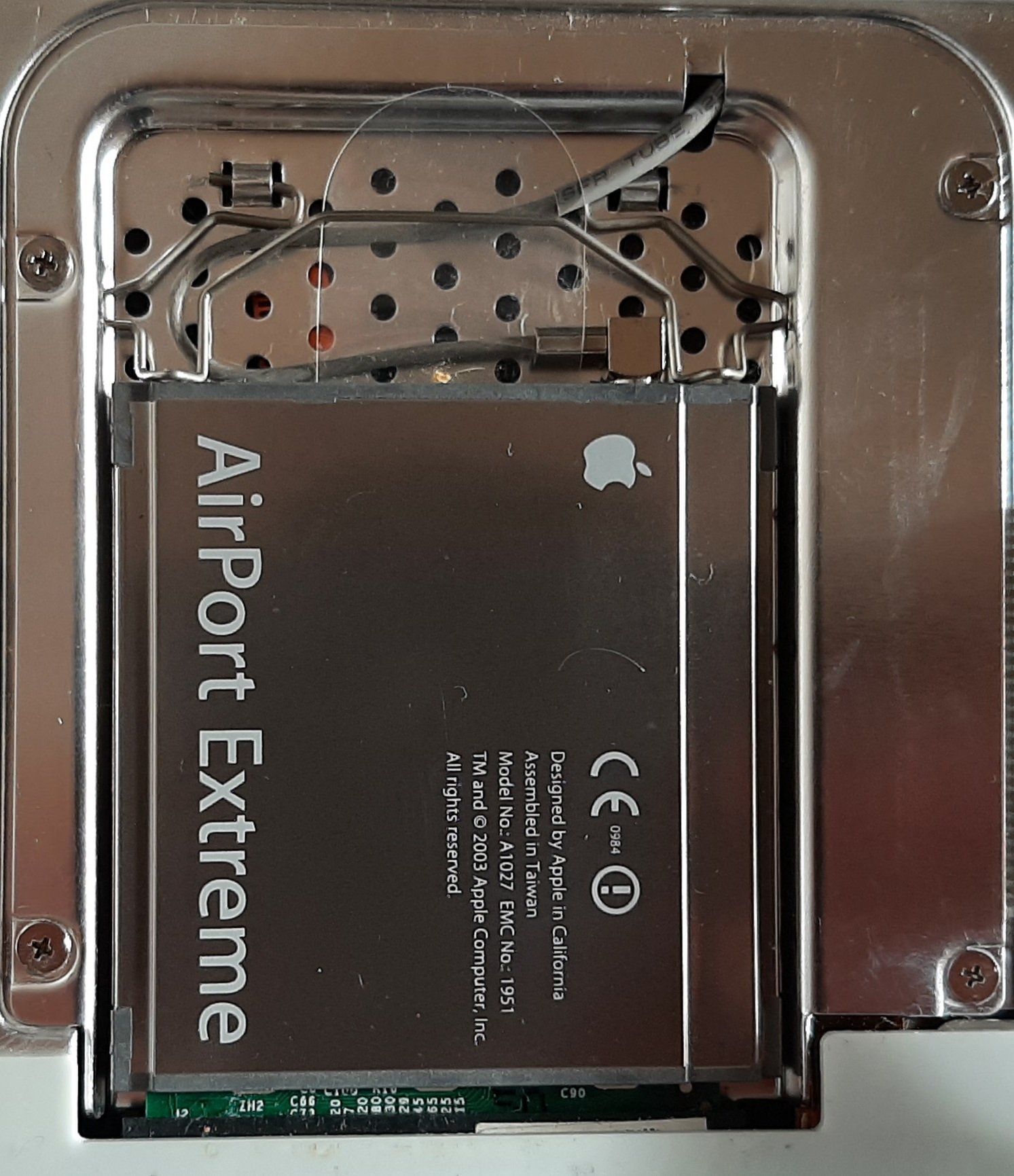
تم تثبيت إيربورت إكستريم في آي بوك جي 4

ترتفع لوحة مفاتيح آي بوك، مما يسمح بتثبيت بطاقة إيربورت (لاسلكية) وذاكرة إضافية. وهذا يعطي لوحة المفاتيح تأثيرًا "إسفنجيًا"، وخاصة في أجهزة آي بوكس جي 3 ذات لوحة المفاتيح الشفافة. وقد تم تصحيح «الإسفنجية» في طرازات باور بي سي جي 4.
يعد الوصول إلى محرك القرص الصلب عملية معقدة وتستغرق وقتًا طويلاً، وتتضمن تفكيكًا جزئيًا للوحدة وإزالة أكثر من 30 برغيًا بأحجام مختلفة.
الذاكرة في آي بوك جي 4 مغطاة ببطاقة إيربورت قابلة للإزالة، ويمكن الوصول إليها عن طريق إزالة درع ذاكرة الوصول العشوائي باستخدام مفك براغي فيليبس. في حين أن بعض الطرز السابقة (على سبيل المثال، 800 ميجا هرتز و933 ميجا هرتز) لها حد ذاكرة وصول عشوائي محدد يبلغ 640 ميجا بايت، فمن الممكن أن يكون إجمالي ذاكرة الوصول العشوائي المثبتة 1.12 جيجا بايت (128 ميجا بايت مدمجة، بالإضافة إلى 1 جيجا بايت إس أو-دي آي إم إم)، أو 1.25 أو 1.5 جيجا بايت في الطرز الأحدث مع 256 أو 512 ميجا بايت من ذاكرة الوصول العشوائي الملحومة باللوحة المنطقية.
على الرغم من عدم دعمه رسميًا بواسطة إصدارات ماك أو إس بخلاف تلك الواردة في الرسم البياني أعلاه، فقد تم دعم النظام أيضًا عبر مورف أو إس (نظام تشغيل متوافق مع أميغا) منذ الإصدار 3.2.

## الملاحظات
- تم تثبيت نسخة من لعبة انفجار الرخام الذهبي مسبقًا على إصدار معين من آي بوك جي 4 كترويج للعبة.

## قضايا الجودة
كانت مشكلات العرض في خط آي بوك ناجمة عن شريحة رسوميات سيئة السمعة، والتي قد تكون بها مشكلات مع المبدد الحراري أو أعمال لحام شبكة كرات مصفوفة التي تم إجراؤها في المصنع. وقد يتجلى هذا في أعراض مثل توقف النظام (حيث تتوقف شريحة الرسوميات عن الوصول إلى الحد الحراري)، أو ظهور آثار رسومية مرئية على الشاشة (نتيجة لفشل شريحة الرسوميات).
بدأت شركة أبل برنامج «برنامج إصلاح اللوحة المنطقية آي بوك» في يناير 2004، والذي غطى تكلفة إصلاح مشاكل العرض في طرازات آي بوك جي 3 لمدة ثلاث سنوات. في يونيو 2004، تم توسيع برنامج برنامج تمديد الإصلاح لتغطية جميع أجهزة آي بوكس جي 3 البيضاء.
عانت النماذج المبكرة من آي بوك جي 4 أيضًا من مشاكل في العرض مماثلة لتلك التي عانت منها آي بوك جي 3، ولكن لم يتم تغطيتها ببرنامج تمديد الإصلاح. رفع أصحاب أجهزة آي بوكس الذين احتاجوا إلى إصلاحات باهظة الثمن بسبب هذه المشاكل دعاوى قضائية جماعية جديدة في ديسمبر 2006.[بحاجة لمصدر]
في الثاني من مايو 2007، نشرت هيئة حماية المستهلك الدنمركية تقريرًا موسعًا صادرًا عن جهة خارجية بشأن مشكلة اللوحة المنطقية لجهاز أبل آي بوك جي 4. وأشار بيان صحفي إلى العواقب العالمية التي قد تترتب على ذلك فيما يتعلق بمطالبات الضمان المحتملة.
تمكن بعض مالكي أجهزة آي بوكس الذين واجهوا هذا الخلل من حل هذه المشكلات مؤقتًا من خلال الضغط على المشتت الحراري أو شريحة الرسومات، باستخدام شريحة معدنية رقيقة توضع بين المشتت الحراري وشريحة الرسومات. وقد أدى هذا إلى دفع المشتت الحراري وشريحة الرسومات معًا، وسد الفجوة الحرارية، ودفع شريحة الرسومات ضد اللوحة الأم، وإعادة تسخين حبات اللحام معًا مؤقتًا.

## الخط الزمني
| الجدول الزمني لأجهزة ماكنتوش المحمولة            |
| ------------------------------------------------ |
| طالع أيضًا: [[: قائمة موديلات ماك [الإنجليزية] ]] |

## الملاحظات
1. 1 2 3  منتجات أبل التي تم إيقاف إنتاجها منذ 7 سنوات ولم تعد تتلقى دعمًا للأجهزة أو قطع الغيار

## وصلات خارجية
- Apple – Support – Specifications – iBook
- Apple – How to identify your iBook نسخة محفوظة October 11, 2007, على موقع واي باك مشين.
- Apple "MacBook" filing suggests iBook re-branding نسخة محفوظة April 22, 2006, على موقع واي باك مشين.